# Hypoxis tepicensis
Hypoxis tepicensis är en enhjärtbladig växtart som beskrevs av Amelia Ellen Brackett. Hypoxis tepicensis ingår i släktet Hypoxis och familjen Hypoxidaceae. Inga underarter finns listade i Catalogue of Life.